# Serratus posterior superior
Serratus posterior superior er en tynd, quadrilateral muskel, placeret på den øvre og bagerste del af thorax, bag rhomboideus musklerne.
Den udspringer fra en tynd og bred aponeurosis i den nedre del af nakkeligamentet, fra torntappene på den syvende cervikale og øverste to eller tre thorakale vertebrae og fra det supraspinale ligament.